# Vladimir Stoychev
Vladimir Stoychev é um político búlgaro, militar com patente de coronel-general e figura esportiva. Presidente do Comitê Olímpico Búlgaro por 30 anos e membro do Comitê Olímpico Internacional.
Seu avô materno é o prefeito de Sarajevo. Participou nas duas guerras dos Balcãs e nas duas guerras mundiais do século XX. Entre as duas guerras mundiais, ele foi adido militar búlgaro em Paris e Londres. Ele é conhecido por usar sempre o chapéu sempre inclinado para demonstrar que não se importa com nada nem com ninguém, ou seja. seu destemor.
Demitido do exército búlgaro por querer desferir um golpe militar em 1935. Após a adesão da Bulgária aos Aliados da Segunda Guerra Mundial, foi reconduzido ao posto de comandante e chefiou o Primeiro Exército Búlgaro na operação de Viena.
Único general estrangeiro a participar no Desfile da Vitória de Moscou de 1945 a convite pessoal de Josef Stalin. Ele é o primeiro representante da Bulgária nas Organização das Nações Unidas. 
Cavaleiro de todas as ordens militares soviéticas mais elevadas.